# Notoplax bergenhayni
Notoplax bergenhayni is een keverslakkensoort uit de familie van de Acanthochitonidae. De wetenschappelijke naam van de soort is voor het eerst geldig gepubliceerd in 1998 door Kaas & Van Belle. De soort is vernoemd naar Johan Richard Melin Bergenhayn.